# Bibliothèque Sainte-Geneviève
Bibliothèque Sainte-Geneviève (česky Knihovna svaté Jenovéfy) je státní knihovna v Paříži. Slouží jako veřejná a zároveň univerzitní knihovna pro univerzity Paříž I, Paříž II, Paříž III, Paříž IV a Paříž VII. Sídlí na náměstí Place du Panthéon v 5. obvodu. Knihovna je administrativně připojena k Univerzitě Paříž III.

## Historie
Základem knihovny se stala knihovna stejnojmenného kláštera, jehož počátky sahají do 6. století, a který byl jedním z nejvýznamnějších klášterů v Paříži. Existence klášterní knihovny je potvrzena až ve 12. století díky rukopisu (dnes uloženém v městské knihovně v Soissons) nesoucímu její ex libris. Katalog ze 13. století čítá 226 svazků (liturgické knihy v něm nebyly zahrnuty). V 18. století byla knihovna jako jedna z mála v Paříži otevřena veřejnosti. Za Velké francouzské revoluce byl klášter zrušen a roku 1790 se stal i s knihovnou národním majetkem. Knihovna byla přejmenována na Knihovnu Pantheonu (až do období Restaurace). Knihovna byla obohacena o zhruba 20 000 děl, což byly konfiskáty z jiných zrušených klášterů a zisky z napoleonských válek. V roce 1828 získala královským dekretem právo povinného výtisku v oblasti teologie, filozofie, práva a lékařství a stala se knihovnou veřejnou i univerzitní. Od roku 1851 sídlí ve své současné budově, která je chráněná jako historická památka.

## Stavba
Budovu knihovny postavil v letech 1843–1850 architekt Henri Labrouste, který při stavbě jako jeden z prvních použil železo jako stavební materiál. Také jiné knihovny z té doby mají železné konstrukce, ale ty jsou zakryty zdí nebo se nacházejí v depozitářích nepřístupných veřejnosti. Architekt Labrouste ale naopak ponechal železné nosníky viditelné jako součást výzdoby, čímž si vysloužil kritiku Gottfrieda Sempera.
Fasáda ve stylu italské renesance nese mezi pilastry pod okny vedoucími do studovny jména 810 slavných básníků, myslitelů a vědců.
V přízemí se nachází vestibul, po jeho obou stranách jsou umístěny depozitáře a kanceláře. Celé první patro slouží jako studovna o rozloze 1780 m2. Prostor je uprostřed rozdělen 16 železnými sloupy, na kterých spočívají dvě řady železných oblouků nesoucích střechu. Stěny jsou až do výše pěti metrů obklopeny regály s knihami. V polovině vede galerie přístupná čtyřmi schodišti v každém rohu místnosti.

## Sbírky
Knihovna uchovává zhruba dva milióny dokumentů ze všech vědeckých oblastí. Sbírka je rozdělena do tří základních částí:
- rezervní fond, kde jsou uloženy především staré a vzácné fondy, mj. 4 300 rukopisů, 160 000 starých tisků, 50 000 kreseb, rytin a fotografií, umělecká díla, kabinet kuriozit bývalého kláštera
- hlavní fond obsahující všechna díla, periodika a další dokumenty vydané po roce 1811, tj. přes milión svazků knih všech oborů a přes 15 000 titulů francouzských a zahraničních periodik (z nichž je 3 320 vycházejících) aj.
- Nordická knihovna (Bibliothèque nordique) obsahující bohaté fondy skandinávských zemí (vstup z ulice Rue Valette): 160 000 svazků, 1200 periodik, 170 rukopisů, 600 partitur aj.